# Deens voetbalelftal in 2013
Het Deens voetbalelftal speelde elf officiële interlands in het jaar 2013, waaronder zeven duels in de kwalificatiereeks voor het WK voetbal 2014 in Brazilië. De selectie onder leiding van oud-international Morten Olsen wist zich ditmaal niet te plaatsen voor de WK-eindronde. De duels tegen Canada en Mexico gelden als officieuze duels. Op de in 1993 geïntroduceerde FIFA-wereldranglijst zakte Denemarken in 2013 van de 23ste (januari 2013) naar de 25ste plaats (december 2013).

## Balans
| Wedstrijden | Wedstrijden | Wedstrijden | Wedstrijden | Doelpunten | Doelpunten | Doelpunten | Punten |
| Gespeeld    | Winst       | Gelijk      | Verlies     | Voor       | Tegen      | Saldo      | Punten |
| ----------- | ----------- | ----------- | ----------- | ---------- | ---------- | ---------- | ------ |
| 11          | 6           | 2           | 3           | 21         | 16         | +5         | 1.273  |

## Interlands
|                                                              |        |                                                                                       |            |                                                                                              |
| 26 januari Officieus duel № 781 «onderlinge duels» 13:00 uur | Canada | 0 – 4                                                                                 | Denemarken | Kino Veterans Memorial Stadium, Tucson Toeschouwers: 2.000 Scheidsrechter: Juan Guzmán (USA) |
| 26 januari Officieus duel № 781 «onderlinge duels» 13:00 uur |        | 8' Andreas Cornelius 11' Kasper Lorentzen 35' Andreas Cornelius 66' Andreas Cornelius |            | Kino Veterans Memorial Stadium, Tucson Toeschouwers: 2.000 Scheidsrechter: Juan Guzmán (USA) |

|                                                             |                         |       |                       |                                                                                 |
| 30 januari Officeus duel № 782 «onderlinge duels» 20:00 uur | Mexico                  | 1 – 1 | Denemarken            | University of Phoenix Stadium, Glendale Toeschouwers: 43.345 Scheidsrechter: ?? |
| 30 januari Officeus duel № 782 «onderlinge duels» 20:00 uur | Marco Fabián 68' (pen.) |       | 84' Andreas Cornelius | University of Phoenix Stadium, Glendale Toeschouwers: 43.345 Scheidsrechter: ?? |

|                                                                 |                                                      |       |            |                                                                                    |
| 6 februari Vriendschappelijk № 783 «onderlinge duels» 19:30 uur | Macedonië                                            | 3 – 0 | Denemarken | Philip II Arena, Skopje Toeschouwers: 5.000 Scheidsrechter: Nikola Dabanović (MNE) |
| 6 februari Vriendschappelijk № 783 «onderlinge duels» 19:30 uur | Goran Pandev 9' Agim Ibraimi 17' Nikolče Noveski 24' |       |            | Philip II Arena, Skopje Toeschouwers: 5.000 Scheidsrechter: Nikola Dabanović (MNE) |

|                                                                     |          |                                                       |            |                                                                                    |
| 22 maart WK-kwalificatie Groep B № 784 «onderlinge duels» 20:30 uur | Tsjechië | 0 – 3                                                 | Denemarken | Andrův stadion, Olomouc Toeschouwers: 12.288 Scheidsrechter: Manuel de Sousa (POR) |
| 22 maart WK-kwalificatie Groep B № 784 «onderlinge duels» 20:30 uur |          | 57' Andreas Cornelius 67' Simon Kjær 82' Niki Zimling |            | Andrův stadion, Olomouc Toeschouwers: 12.288 Scheidsrechter: Manuel de Sousa (POR) |

|                                                                     |                         |       |                       |                                                                             |
| 26 maart WK-kwalificatie Groep B № 785 «onderlinge duels» 20:30 uur | Denemarken              | 1 – 1 | Bulgarije             | Parken, Kopenhagen Toeschouwers: 23.000 Scheidsrechter: Fırat Aydınus (TUR) |
| 26 maart WK-kwalificatie Groep B № 785 «onderlinge duels» 20:30 uur | Daniel Agger 63' (pen.) |       | 51' Stanislav Manolev | Parken, Kopenhagen Toeschouwers: 23.000 Scheidsrechter: Fırat Aydınus (TUR) |

|                                                             |                                            |       |                   |                                                                                |
| 5 juni Vriendschappelijk № 786 «onderlinge duels» 20:15 uur | Denemarken                                 | 2 – 1 | Georgië           | Nordjyske Arena, Aalborg Toeschouwers: 6.000 Scheidsrechter: Felix Brych (GER) |
| 5 juni Vriendschappelijk № 786 «onderlinge duels» 20:15 uur | Nicklas Pedersen 77' Christian Eriksen 89' |       | 52' Irakli Dzaria | Nordjyske Arena, Aalborg Toeschouwers: 6.000 Scheidsrechter: Felix Brych (GER) |

|                                                                    |            |                                                                                |         |                                                                                |
| 11 juni WK-kwalificatie Groep B № 787 «onderlinge duels» 20:30 uur | Denemarken | 0 – 4                                                                          | Armenië | Parken, Kopenhagen Toeschouwers: 14.784 Scheidsrechter: Aleksei Nikolaev (RUS) |
| 11 juni WK-kwalificatie Groep B № 787 «onderlinge duels» 20:30 uur |            | 1' Joera Movsisjan 19' Aras Özbiliz 59' Joera Movsisjan 82' Henrich Mchitarjan |         | Parken, Kopenhagen Toeschouwers: 14.784 Scheidsrechter: Aleksei Nikolaev (RUS) |

|                                                                  |                                                          |       |                                                |                                                                                    |
| 14 augustus Vriendschappelijk № 788 «onderlinge duels» 20:45 uur | Polen                                                    | 3 – 2 | Denemarken                                     | PGE Arena Gdańsk, Gdańsk Toeschouwers: 34.952 Scheidsrechter: Yudai Yamamoto (JPN) |
| 14 augustus Vriendschappelijk № 788 «onderlinge duels» 20:45 uur | Mateusz Klich 4' Waldemar Sobota 60' Piotr Zieliński 61' |       | 18' Christian Eriksen 45+1' Martin Braithwaite | PGE Arena Gdańsk, Gdańsk Toeschouwers: 34.952 Scheidsrechter: Yudai Yamamoto (JPN) |

|                                                                        |                    |       |                                             |                                                                                              |
| 6 september WK-kwalificatie Groep B № 789 «onderlinge duels» 20:00 uur | Malta              | 1 – 2 | Denemarken                                  | Ta' Qalistadion, Ta' Qali Toeschouwers: 10.000 Scheidsrechter: Anastasios Sidiropoulos (GRE) |
| 6 september WK-kwalificatie Groep B № 789 «onderlinge duels» 20:00 uur | Clayton Failla 38' |       | 2' Leon Andreasen 52' (e.d.) Ryan Camilleri | Ta' Qalistadion, Ta' Qali Toeschouwers: 10.000 Scheidsrechter: Anastasios Sidiropoulos (GRE) |

|                                                               |         |                         |            |                                                                         |
| 10 september WK-kwalificatie Groep B № 790 «onderlinge duels» | Armenië | 0 – 1                   | Denemarken | Hrazdan, Jerevan Toeschouwers: 25.000 Scheidsrechter: Bas Nijhuis (NED) |
| 10 september WK-kwalificatie Groep B № 790 «onderlinge duels» |         | 73' (pen.) Daniel Agger |            | Hrazdan, Jerevan Toeschouwers: 25.000 Scheidsrechter: Bas Nijhuis (NED) |

|                                                                       |                                             |       |                                          |                                                                               |
| 11 oktober WK-kwalificatie Groep B № 791 «onderlinge duels» 20:15 uur | Denemarken                                  | 2 – 2 | Italië                                   | Parken, Kopenhagen Toeschouwers: 38.000 Scheidsrechter: Stéphane Lannoy (FRA) |
| 11 oktober WK-kwalificatie Groep B № 791 «onderlinge duels» 20:15 uur | Nicklas Bendtner 45+1' Nicklas Bendtner 79' |       | 28' Pablo Osvaldo 90+1' Alberto Aquilani | Parken, Kopenhagen Toeschouwers: 38.000 Scheidsrechter: Stéphane Lannoy (FRA) |

|                                                                       | |       |       |                                                                                  |
| 15 oktober WK-kwalificatie Groep B № 792 «onderlinge duels» 20:15 uur | Denemarken | 6 – 0 | Malta | Parken, Kopenhagen Toeschouwers: 11.478 Scheidsrechter: Aleksandar Stavrev (MKD) |
| 15 oktober WK-kwalificatie Groep B № 792 «onderlinge duels» 20:15 uur | Morten Rasmussen 9' Daniel Agger 11' Andreas Bjelland 28' Daniel Agger 39' Morten Rasmussen 74' Nicki Bille 84' |       |       | Parken, Kopenhagen Toeschouwers: 11.478 Scheidsrechter: Aleksandar Stavrev (MKD) |

|                                                                  |                                        |       |                     |                                                                                     |
| 15 november Vriendschappelijk № 793 «onderlinge duels» 19:00 uur | Denemarken                             | 2 – 1 | Noorwegen           | Messecenter, Herning Toeschouwers: 5.600 Scheidsrechter: Robert Schörgenhofer (AUT) |
| 15 november Vriendschappelijk № 793 «onderlinge duels» 19:00 uur | William Kvist 14' Nicolai Boilesen 90' |       | 78' Marcus Pedersen | Messecenter, Herning Toeschouwers: 5.600 Scheidsrechter: Robert Schörgenhofer (AUT) |

## FIFA-wereldranglijst
| JAN | FEB | MAR | APR | MEI | JUN | JUL | AUG | SEP | OKT | NOV | DEC |
| --- | --- | --- | --- | --- | --- | --- | --- | --- | --- | --- | --- |
| 23  | 22  | 25  | 20  | 20  | 20  | 27  | 27  | 23  | 26  | 25  | 25  |

## Statistieken
- In onderstaand overzicht zijn ook de duels tegen Canada en Mexico meegenomen.

| Stephan Andersen    | 1981-11-26 | Go Ahead Eagles   | 9  | 0 | 0 |    |   |
| Kasper Schmeichel   | 1986-11-05 | Leicester City    | 2  | 0 | 0 | 2  | 0 |
| Jesper Hansen       | 1985-03-31 | Évian Thonon      | 1  | 0 | 0 |    |   |
| Steffen Rasmussen   | 1982-09-30 | Aarhus GF         | 1  | 0 | 0 |    |   |
| Verdediging         |            |                   |    |   |   |    |   |
| Lars Jacobsen       | 1979-09-20 | FC Kopenhagen     | 11 | 0 | 0 |    |   |
| Daniel Agger        | 1984-12-12 | Liverpool         | 8  | 0 | 4 |    |   |
| Simon Kjær          | 1989-03-26 | Lille OSC         | 7  | 0 | 1 |    |   |
| Andreas Bjelland    | 1988-07-11 | FC Twente         | 6  | 0 | 1 |    |   |
| Nicolai Boilesen    | 1992-02-16 | Ajax Amsterdam    | 5  | 0 | 1 |    |   |
| Simon Poulsen       | 1984-10-07 | AZ Alkmaar        | 4  | 0 | 0 |    |   |
| Jores Okore         | 1992-08-11 | Aston Villa       | 3  | 2 | 0 |    |   |
| Peter Ankersen      | 1990-09-22 | Esbjerg fB        | 2  | 2 | 0 |    |   |
| Mikkel Kirkeskov    | 1991-09-05 | Aarhus GF         | 2  | 0 | 0 |    |   |
| Kris Stadsgaard     | 1985-08-01 | FC Kopenhagen     | 2  | 0 | 0 |    |   |
| Daniel Wass         | 1989-05-31 | Évian Thonon      | 1  | 0 | 0 |    |   |
| Henrik Dalsgaard    | 1989-07-27 | Aalborg BK        | 0  | 1 | 0 |    |   |
| Daniel Høegh        | 1991-01-06 | Odense BK         | 0  | 1 | 0 |    |   |
| Jannik Vestergaard  | 1992-08-03 | TSG Hoffenheim    | 0  | 1 | 0 |    |   |
| Middenveld          |            |                   |    |   |   |    |   |
| Christian Eriksen   | 1992-02-14 | Tottenham Hotspur | 11 | 0 | 2 |    |   |
| Niki Zimling        | 1985-04-19 | 1. FSV Mainz 05   | 8  | 0 | 1 |    |   |
| William Kvist       | 1985-02-24 | Fulham            | 7  | 2 | 1 | 47 | 2 |
| Casper Sloth        | 1992-03-26 | Aarhus GF         | 3  | 5 | 0 |    |   |
| Nicolai Stokholm    | 1976-04-01 | FC Nordsjælland   | 3  | 0 | 0 |    |   |
| Leon Andreasen      | 1983-04-23 | Hannover 96       | 1  | 2 | 1 |    |   |
| Mads Albæk          | 1990-01-14 | Stade Reims       | 1  | 1 | 0 | 3  | 0 |
| Michael Silberbauer | 1981-07-07 | Young Boys Bern   | 1  | 1 | 0 |    |   |
| Kasper Lorentzen    | 1985-11-19 | FC Nordsjælland   | 1  | 0 | 1 |    |   |
| Anders Christiansen | 1990-06-08 | FC Nordsjælland   | 1  | 0 | 0 |    |   |
| Thomas Delaney      | 1991-09-03 | FC Kopenhagen     | 1  | 0 | 0 |    |   |
| Mike Jensen         | 1988-02-19 | Rosenborg BK      | 1  | 0 | 0 | 2  | 0 |
| Kasper Kusk         | 1991-11-10 | Aalborg BK        | 0  | 6 | 0 |    |   |
| Lasse Schöne        | 1986-05-27 | Ajax Amsterdam    | 0  | 3 | 0 |    |   |
| Uffe Bech           | 1993-07-14 | FC Nordsjælland   | 0  | 1 | 0 |    |   |
| Daniel Pedersen     | 1992-07-27 | Silkeborg IF      | 0  | 1 | 0 |    |   |
| Aanval              |            |                   |    |   |   |    |   |
| Michael Krohn-Dehli | 1983-06-06 | Celta de Vigo     | 8  | 3 | 0 |    |   |
| Andreas Cornelius   | 1993-03-16 | FC Kopenhagen     | 7  | 0 | 5 |    |   |
| Dennis Rommedahl    | 1978-07-22 | RKC Waalwijk      | 5  | 1 | 0 |    |   |
| Martin Braithwaite  | 1991-06-05 | Toulouse FC       | 5  | 0 | 1 |    |   |
| Nicolai Jørgensen   | 1991-01-15 | FC Kopenhagen     | 4  | 2 | 0 |    |   |
| Emil Larsen         | 1991-06-22 | Odense BK         | 3  | 2 | 0 |    |   |
| Nicklas Pedersen    | 1987-10-10 | AA Gent           | 2  | 3 | 1 |    |   |
| Nicklas Bendtner    | 1988-01-16 | Arsenal           | 2  | 0 | 2 |    |   |
| Viktor Fischer      | 1994-06-09 | Ajax Amsterdam    | 1  | 4 | 0 |    |   |
| Nicki Bille Nielsen | 1988-02-07 | Rosenborg BK      | 1  | 2 | 1 |    |   |
| Morten Rasmussen    | 1985-01-31 | FC Midtjylland    | 1  | 0 | 2 |    |   |
| Rasmus Falk         | 1992-01-15 | Odense BK         | 1  | 0 | 0 |    |   |
| Simon Makienok      | 1990-11-21 | Brøndby IF        | 0  | 6 | 0 | 6  | 0 |
| Nicklas Helenius    | 1991-05-08 | Aston Villa       | 0  | 1 | 0 |    |   |
| Yussuf Poulsen      | 1994-06-15 | RB Leipzig        | 0  | 1 | 0 |    |   |